# Technorati
Technorati是一个著名的网志搜索引擎，截至2007年4月，Technorati已经索引了超过7千万个网志網站。可以说，Technorati已经成为世界上最重要的一个网志搜索引擎。它由戴夫·西弗瑞（Dave Sifry）创立于2002年11月，总部位于美国加州的旧金山，其竞争对手包括Google、Yahoo、PubSub、IceRocket等。
Technorati在2006年西南西音乐节（SXSW）中获得技术最高分奖（Technical Achievement）和最佳宠爱奖（Best of Show）。
2016年，Synacor以300万美元的代价收购了Technorati。